# Ananus ben Ananus
Ananus ben Ananus was hogepriester van de Joodse tempel in Jeruzalem gedurende drie maanden in het jaar 62 na Chr. Hij was een zoon van Annas (ook wel Ananus genoemd), die zelf eerder hogepriester was geweest. Ook vier van zijn broers en zijn zwager Jozef Kajafas hadden dit ambt bekleed. Ananus behoorde tot de groepering van de sadduceeën.
Flavius Josephus kende zijn hoogste loftuitingen aan Ananus toe: "Een man die op alle gebieden hoog werd geacht en zo integer als maar mogelijk is, Ananus, met alle onderscheiding van zijn afkomst, zijn rang en de eer die hij had verdiend, schepte er desondanks behagen in personen van de meest nederige afkomst als zijn gelijken te behandelen. Uniek in zijn liefde voor vrijheid en enthousiast voor democratie, plaatste hij het belang van het volk in alle gevallen boven zijn persoonlijke belangen."

## Aanstelling
De directe aanleiding voor Ananus' benoeming tot hogepriester was de onverwachtse dood van Porcius Festus, de procurator van Judea. Koning Herodes Agrippa II, die formeel weliswaar geen politieke macht over Judea had, maar vanwege zijn Joods-Idumeese achtergrond van de Romeinen wel de bevoegdheid had gekregen de hogepriester te benoemen, vreesde dat er een machtsvacuüm zou ontstaan in de maanden voordat Festus' opvolger geïnstalleerd kon worden. Het leek hem dan ook wijs de hogepriester van dat moment, Jozef Kabi ben Simon, uit zijn ambt te ontheffen en in zijn plaats Ananus te benoemen, aangezien Ananus uit een van de invloedrijkste families in Jeruzalem stamde. Het zag er bij Ananus' aanstelling dan ook naar uit dat hij relatief lang het ambt van hogepriester zou bekleden.

## Einde van Ananus' hogepriesterschap
Flavius Josephus vermeldt dat Ananus, kort nadat hij hogepriester werd, Jakobus, de broer van Jezus, voor het Sanhedrin liet verschijnen. Hij beschuldigde hem ervan de Thora overtreden te hebben en liet hem door steniging ter dood brengen.
De Farizeeën, die onder toenmalige Joden bekendstonden om hun grote kennis van de Thora en daarom een grote invloed op de publieke opinie hadden, waren echter van mening dat de aanklacht tegen Jakobus onterecht was. Zij keurden Ananus' actie dan ook af. In het geheim zonden zij twee delegaties, een naar Agrippa en een naar de nieuwe procurator Lucceius Albinus, die nog vanuit Alexandrië onderweg was naar Judea. Zij beklaagden zich tegenover hen over Ananus' optreden. Albinus schreef meteen een woedende brief aan Ananus waarin hij aankondigde hem ter verantwoording te zullen roepen. Agrippa wachtte daarop de gebeurtenissen niet langer af en onthief Ananus uit zijn ambt. Slechts drie maanden was hij in functie geweest. Hij werd opgevolgd door Jezus ben Damneüs.

## Levenseinde
Tijdens de Joodse Opstand (66 na Chr.) was Ananus de oudste nog in leven zijde oud-hogepriester. Hij keerde zich, samen met anderen die het ambt van hogepriester hadden bekleed, tegen de Zeloten die de opstand leidden en die inmiddels de tempel in handen hadden.
Ananus probeerde de publieke opinie te beïnvloeden, zodat de inwoners van Jeruzalem zich tegen de Zeloten zouden keren. Bovendien rekruteerde hij inderhaast een legertje dat optrok tegen de Zeloten, waardoor in Jeruzalem de chaos compleet werd. Uiteindelijk werd Ananus' leger echter verslagen toen de Zeloten hulp kregen van troepen uit Idumea. Ananus en de andere oud-hogepriesters werden opgepakt en geëxecuteerd.